# فاكوندو كوريا
فاكوندو كوريا (بالإسبانية: Facundo Coria)‏ هو لاعب كرة قدم أرجنتيني في مركز الوسط، ولد في 28 مايو 1987 في بوينس آيرس في الأرجنتين. لعب مع أرجنتينوس جونيورز وأرسنال ساراندي وإستوديانتيس دي لا بلاتا ودي.سي. يونايتد وفيليز سارسفيلد وكولو-كولو ونادي إيميلك ونادي باتشوكا.

## وصلات خارجية
- فاكوندو كوريا على موقع الدوري الأمريكي (الإنجليزية)
- فاكوندو كوريا على موقع قاعدة بيانات كرة القدم.إي يو (الإنجليزية)
- فاكوندو كوريا على موقع Soccerway.com (الإنجليزية)
- فاكوندو كوريا على موقع AS.com (الإسبانية)